# Back to Beautiful
"Back to Beautiful" es un sencillo de la actriz y cantante estadounidense Sofia Carson, en colaboración con el DJ Alan Walker. El sencillo fue lanzado el 27 de enero de 2017.

## Antecedentes
La cantante del sello discográfico Hollywood/Republic Records, Sofia Carson, anunció que lanzaría un nuevo sencillo. "Back to Beautiful" que está disponible a partir de este viernes, 27 de enero, como un paquete digital único con dos remixes de la canción de Alan Walker y Stargate pero resultó ser una colaboración de Alan Walker. La canción está escrita por Alan Walker, ganador del premio Grammy Stargate y Julia Michaels & Justin Tranter y producido por Alan Walker y Stargate, La canción tiene un poderoso mensaje de autoempoderamiento, belleza interior, y la compasión establecida a una exuberante y pulsante pista seductora. El video de "Back to Beautiful" estará disponible a principios del próximo mes. "Back to Beautiful" es el seguimiento del sencillo contagioso de Sofía, "Love Is the Name", que se elevó a la cima de las 40 mejores listas de radio y acumuló más de 80 millones de reproducciones de video. Será parte del álbum debut de Sofia. actualmente, el DJ Alan Walker contiene un VIP Remix de la canción.

## Lista de canciones
| Digital download |                                                             |          |  |
| N.º              | Título                                                      | Duración |  |
| 1.               | «Back to Beautiful» (featuring Alan Walker[cita requerida]) | 3:22     |  |
| 2.               | «Back to Beautiful» (Stargate remix)                        | 3:33     |  |